# 1905 w sztukach plastycznych
Wydarzenia w sztukach plastycznych i wizualnych w 1905 roku.

## Wydarzenia
- W Dreźnie powstało ugrupowanie ekspresjonistyczne Die Brücke[1].
- W Paryżu odbyła się pierwsza wystawa fowistów[2].

## Malarstwo
- Edgar Degas

Alexis Rouart z dziećmi
- Henri Matisse

Portret z zieloną kreską
Kobieta w kapeluszu
Otwarte okno
- Amedeo Modigliani

Siedząca dziewczyna
- Stanisław Ignacy Witkiewicz

Pejzaż z sosnami i śniegiem (ok. 1904-1905) – z cyklu Przedwiośnie, olej na tekturze
- André Derain

Parlament
- Leon Wyczółkowski

Martwa natura z winogronami i nożem
Grenada, fragment ogrodu – pastel na kartonie, 63x51,5 cm
Martwa natura z wazą i chińskim parawanem – olej na płótnie, 66x88 cm
- Stanisław Wyspiański

Macierzyństwo - pastel na papierze, 58,8 x 91,0 cm

## Urodzeni
- Hale Asaf - (zm. 1938), turecka malarka

## Zmarli
- 1 lutego - Oswald Achenbach (ur. 1827), niemiecki malarz
- 9 lutego - Adolph Menzel (ur. 1815), niemiecki malarz
- 23 maja - Paul Dubois (ur. 1829), francuski rzeźbiarz i malarz
- 30 maja - Charles Cordier (ur. 1827), francuski rzeźbiarz
- 23 czerwca - Jean-Jacques Henner (ur. 1829), francuski malarz
- 8 sierpnia - Ludwik Łepkowski (ur. 1829), polski malarz i konserwator dzieł sztuki
- 13 listopada - Izydor Jabłoński (ur. 1835), polski malarz